# Kiryat Shmona Airport
Kiryat Shmona Airport är en flygplats i Israel.   Den ligger i distriktet Norra distriktet, i den norra delen av landet. Kiryat Shmona Airport ligger 95 meter över havet.
Terrängen runt Kiryat Shmona Airport är huvudsakligen kuperad, men den allra närmaste omgivningen är platt. Kiryat Shmona Airport ligger nere i en dal.Runt Kiryat Shmona Airport är det tätbefolkat, med 659 invånare per kvadratkilometer. Närmaste större samhälle är Qiryat Shemona, 2,8 km väster om Kiryat Shmona Airport. Trakten runt Kiryat Shmona Airport består till största delen av jordbruksmark.